# Igdir
Igdir (en turco: ˈɯːdɯɾ, Iğdır; en armenio: Իգդիր, romanizado: Igdir, o también Ցոլակերտ, Tsolakert; en azerí: İğdır; en kurdo: Îdir o también Reşqelas,) es una ciudad y capital de la provincia de Igdir, en la región de Anatolia Oriental de Turquía. Cuenta con una población de 99 276 habitantes. Iğdır es una de las ciudades importantes de Turquía en agricultura y ganadería.

## Historia
La ciudad, que entonces pertenecía a los otomanos, fue cedida al Imperio ruso en virtud del Tratado de San Stefano en 1878. En virtud del Tratado de Brest-Litovsk entre Rusia y Turquía, la ciudad y su territorio adyacente fueron devueltos, en marzo de 1918, al Imperio otomano, que lo ocupó rápidamente, pero fue reclamada por la República de Transcaucasia y luego por Georgia y Armenia. En junio de 1918, un tratado de paz entre el Imperio otomano y Georgia reconoció la posesión de Batumi, Kars, Iğdır y Ardahan y otras dos regiones a los turcos. Evacuada Iğdır por los turcos a finales de 1918, y con los británicos desplegándose por la región, fue ocupada por los armenios (junio 1919). En la guerra turco-armenia los ejércitos turcos reconquistaron la ciudad, y los armenios evacuaron la ciudad el 23 de febrero de 1921, cuando fue incorporada a Turquía.

## Gente notable
- Avetis Aharonian, Presidente de la República Democrática de Armenia
- Drastamat Kanayan, político y general armenio
- Servet Çetin, futbolista turco de ascendencia azerí[6]

## Ciudades hermanadas
- Sarur, Azerbaiyán
- Shamaji, Azerbaiyán

## Galería de imágenes

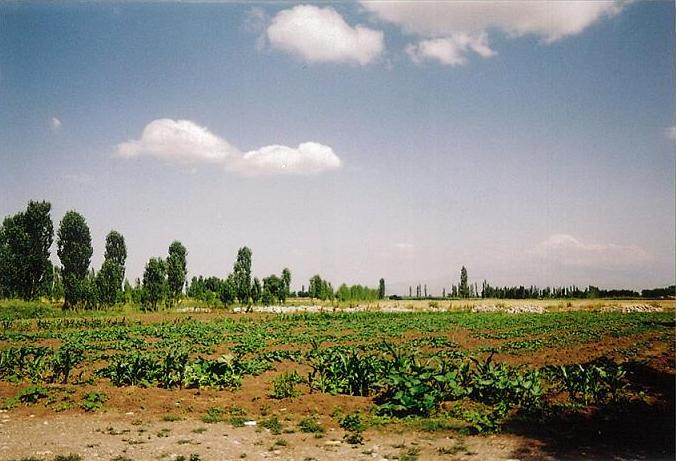
A view from Iğdır grassy plain
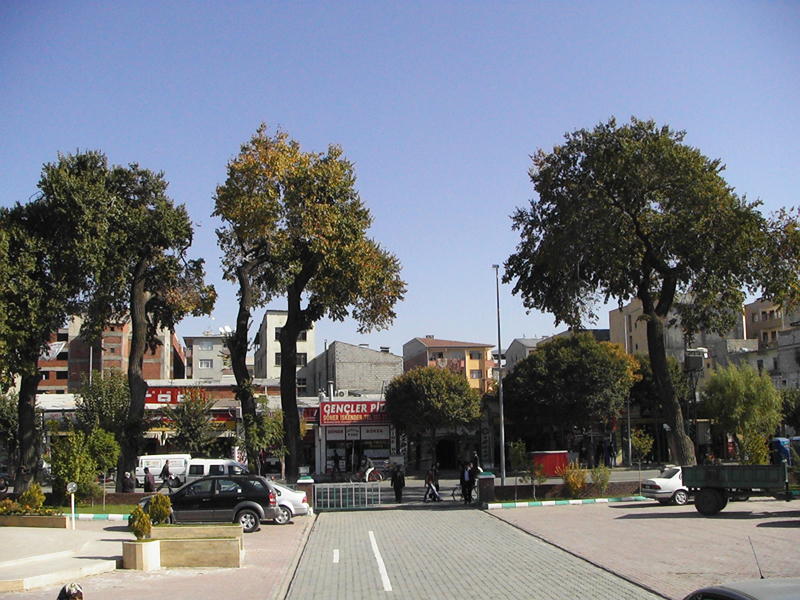
A view of Iğdır city centre
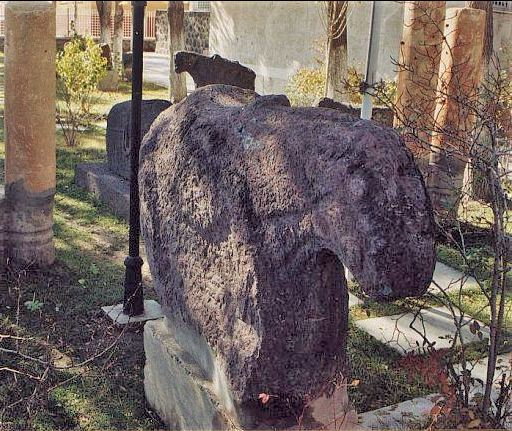
A sheep gravestone in Iğdır
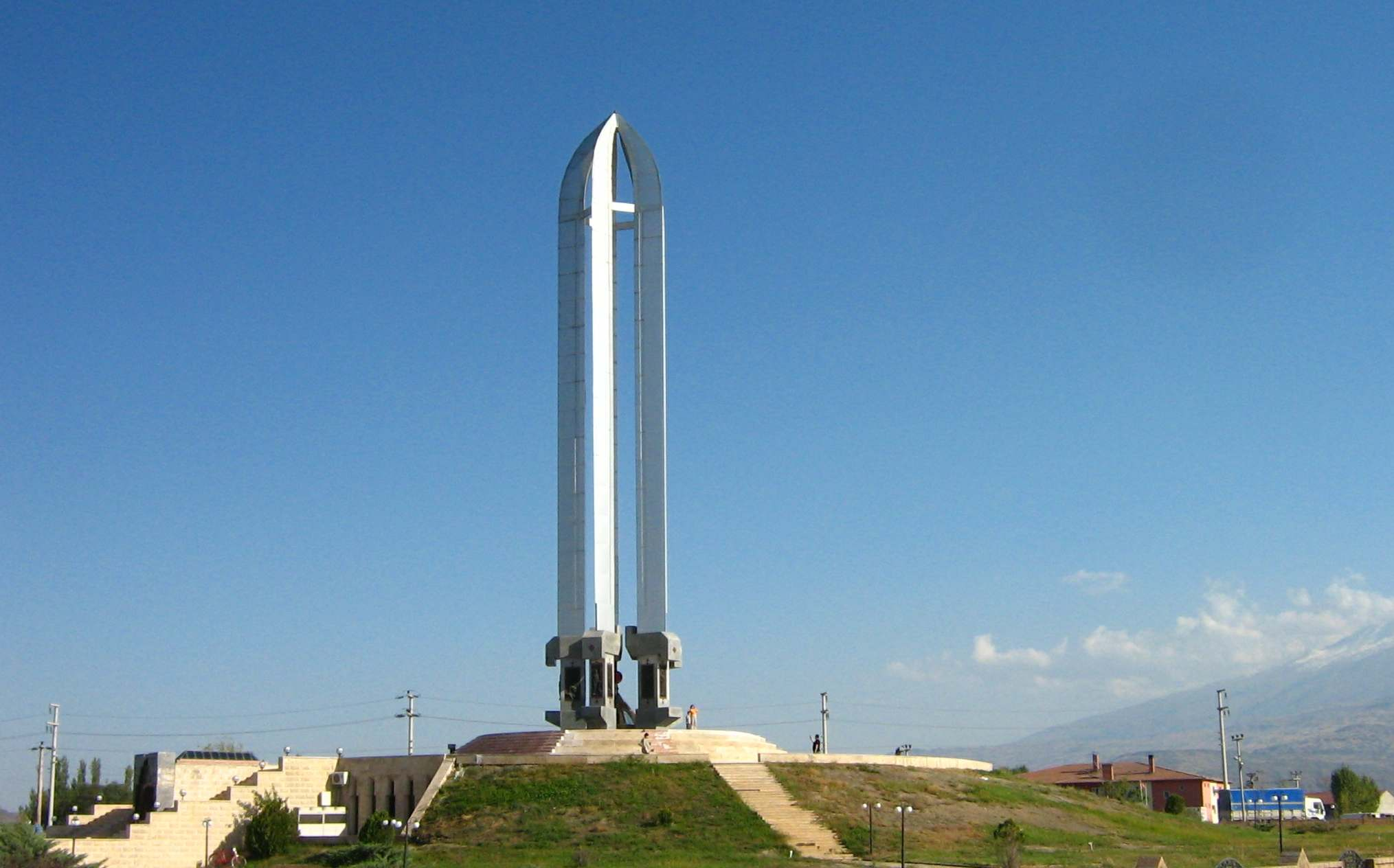
Museo y memorial del genocidio de Iğdır

- Datos: Q483331
- Multimedia: Iğdır / Q483331